# Berothimerobius reticulatus
Berothimerobius reticulatus är en insektsart som beskrevs av Monserrat och Deretsky 1999. Berothimerobius reticulatus ingår i släktet Berothimerobius och familjen Berothidae. Inga underarter finns listade i Catalogue of Life.